# 巩留林场
巩留林场，是中华人民共和国新疆维吾尔自治区伊犁哈萨克自治州巩留县下辖的一个乡镇级行政单位。

## 行政区划
巩留林场下辖以下地区：
林场虚拟生活区。